# Chicago Blues Festival 1972
Chicago Blues Festival 1972 — студійний альбом американського блюзового музиканта Джонні Шайнса, випущений у 1973 році лейблом Black & Blue у Франції. Альбом вийшов у серії «Blues Greatest Names».

## Опис
Цей альбом Джонні Шайнс записав під час гастролів до Європи на студії у Франції. Запис відбувся 14 листопада 1972 (Ган, Франція) і 4 грудня 1972 (Бордо, Франція), на якому Шайнсу (вокал, гітара) акомпанував гітарист Лютер Джонсон (який зіграв на 4 композиціях). Альбом був випущений у 1973 році на лейблі Black & Blue Records і увійшов у серію «Blues Greatest Names». Перевиданий Black & Blue у 1970-х роках і став 2-м випуском у серії The Blues Singers & Players Collection.
На оригінальному LP вийшли 10 композицій, перевиданий на CD з додатковими треком «Blood Ran Like Wine» і альтернативним дублем «Mean Black Gobbler». Усі пісні були написані самим Шайнсом. У 2002 році перевиданий на CD з двома додатковими треками під назвою Taking the Blues Back South.

## Список композицій
1. «I Believe I Make a Change» (Джонні Шайнс) — 3:54
2. «Nobody's Fault But Mine» (Джонні Шайнс) — 4:43
3. «Back to the Steelmill» (Джонні Шайнс) — 3:44
4. «The Devil's Daughter» (Джонні Шайнс) — 3:08
5. «Abide My Wish» (Джонні Шайнс) — 4:32
6. «Mean Black Gobbler» (Джонні Шайнс) — 4:48
7. «Lost Letter Blues» (Джонні Шайнс) — 2:39
8. «Freight Train» (Джонні Шайнс) — 4:50
9. «My Best Friend» (Джонні Шайнс) — 3:02
10. «The Blue Horizon» (Джонні Шайнс) — 5:42
11. «Blood Ran Like Wine» (Джонні Шайнс) — 3:25 #
12. «Mean Black Gobbler» (Джонні Шайнс) — 3:20 #

# — бонус-треки CD-перевидання

## Учасники запису
- Джонні Шайнс — вокал, гітара
- Лютер Джонсон — гітара (7, 9, 11, 12)

Технічний персонал
- Жан-Марі Монстьє — продюсер
- Жак Моргантіні — текст обкладинки